# Katharina Schinner-Krendl

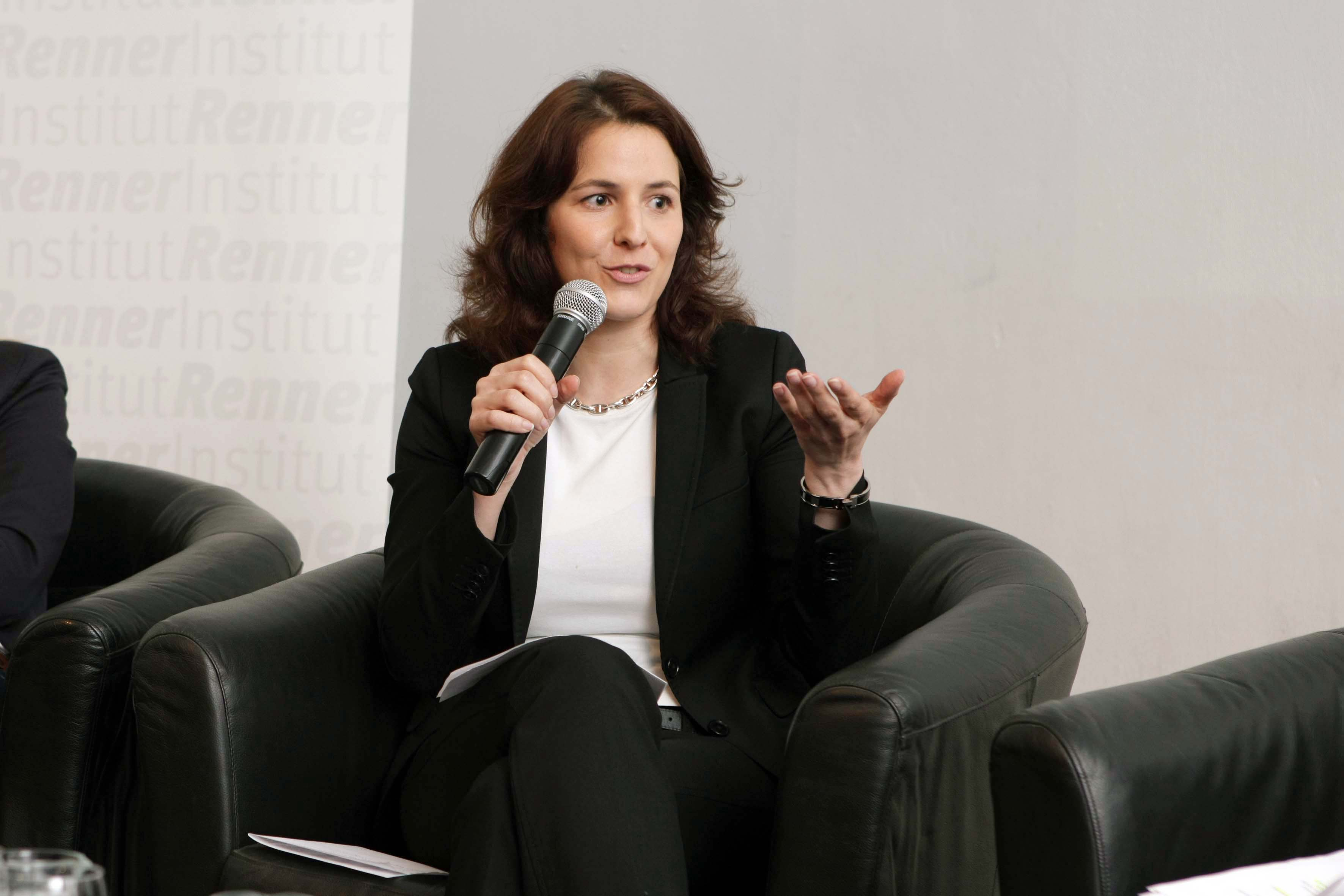
Katharina Schinner 2010

Katharina Schinner-Krendl, auch Katharina Schinner (* 1. Oktober 1979 in Wien) ist eine österreichische Politikerin (SPÖ). Sie ist seit 2007 Abgeordnete zum Wiener Landtag und Gemeinderat und seit 2013 stellvertretende Landesparteisekretärin der SPÖ Wien.

## Leben
Katharina Schinner besuchte nach der Volksschule eine Allgemeinbildende höhere Schule und ist seit dem Jahr 2000 im Textileinzelhandel beschäftigt. Seit 2004 führt sie zwei Damenbekleidungsgeschäfte als Geschäftsführerin.
In der SPÖ engagiert sich Schinner seit 2003, wobei sie insbesondere in den Wirtschaftsorganisationen und der Bezirksorganisation Währing aktiv ist. Schinner ist seit 2004 Vorsitzende des Jungen Wirtschaftsverbandes Wien und Vizepräsidentin des Sozialdemokratischen Wirtschaftsverbandes Wien. Seit 2005 ist sie zudem Spartenobmann Stellvertreterin Handel in der Wirtschaftskammer Wien sowie Mitglied des Wiener Wirtschaftsparlaments. Im selben Jahr stieg sie zur Bundesvorsitzenden des Jungen Wirtschaftsverbandes auf und ist seitdem auch Mitglied des Vorstandes des Sozialdemokratischen Wirtschaftsverbandes Österreich.
In der Bezirkspolitik war Schinner zwischen 2005 und 2007 Bezirksrätin in der Bezirksvertretung Währing. Sie ist zudem Mitglied des Bezirksvorstandes und Vorsitzende der Sektion 20 in Währing. Seit dem 25. Jänner 2007 ist Schinner Abgeordnete des Wiener Landtag und Gemeinderats. Sie vertritt die SPÖ in der 18. Gesetzgebungsperiode im Ausschuss „Kultur und Wissenschaft“.
Am 21. Oktober 2013 wurde sie zur stellvertretende Landesparteisekretärin der SPÖ Wien bestellt. Sie tritt damit am 28. Oktober 2013 die Nachfolge von Alois Aschauer an.